# Zbigniew Lubiejewski
Zbigniew Lubiejewski   (Bartoszyce, 6 de novembre de 1949) és un jugador de voleibol polonès, ja retirat, que va competir durant les dècades de 1960 i 1970.
El 1976 va prendre part en els Jocs Olímpics d'Estiu de Montreal, on va guanyar la medalla d'or en la competició de voleibol.
Entre 1972 i 1977 fou 74 vegades internacional per Polònia. En el seu palmarès també destaca una medalla de plata al Campionat d'Europa de voleibol de 1975. A nivell de clubs jugà a l'AZS Olsztyn, amb qui va guanyar tres lligues poloneses (1973, 1976 i 1978) i tres copes poloneses (1970, 1971 i 1972). El 1978 fou subcampió de la CEV Cup.
Una vegada retirat va exercir d'entrenador de voleibol. El 28 d'octubre de 2021 fou nomenat Ciutadà d'honor de Bartoszyce.